# اتاق توزین

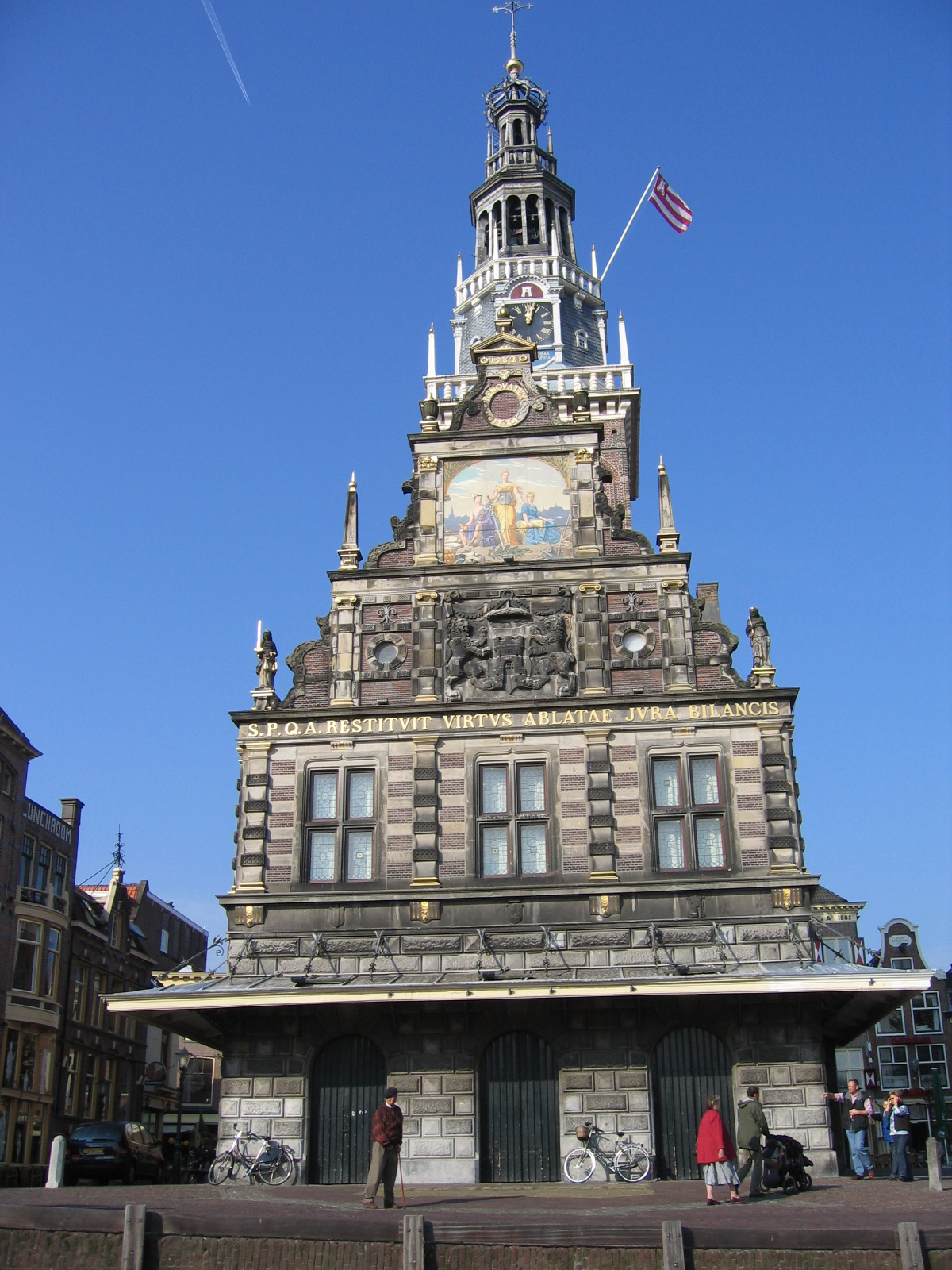
بنای توزین در آلکمار هلند

اتاق‌های توزین (انگلیسی: Weigh house) ساختمان‌هایی عمومی هستند که در آن اجناس توزین می‌شده‌اند. بیشتر این ساختمان‌ها
پیش از ایجاد استانداردهای بین‌المللی برای وزن، پیش از سال ۱۸۰۰ ساخته شده‌اند. از آنجایی که کنترل عمومی وزن کالاها بسیار مهم بود، آنها توسط مقامات محلی (شهرداری‌ها) اداره می‌شدند که از آنها برای اخذ مالیات بر کالاهای حمل و نقل یا فروخته شده در داخل شهر استفاده می‌کردند؛ بنابراین، خانه‌های توزین اغلب نزدیک میدان بازار یا مرکز شهر هستند.
بین سال‌های ۱۵۵۰ تا ۱۶۹۰ متهم به جادوگری در مواقعی به یک وزنه‌خانه آورده می‌شدند تا تحت یک «آزمایش جادوگری»  قرار گیرند تا «اثبات» بی‌گناهی آنها برای پرداخت پرداخته شود (زیرا پس از این آزمایش هیچ‌کس جادوگر تلقی نمی‌شد). اگر مشخص می‌شد که فردی سبکتر از وزن تعیین شده‌‌ای است، مجرم شناخته می‌شد. این شبیه به استفاده از سبد شرمندگی یا «صندلی سرزنش» است.
خانه‌های توزین به‌ویژه در هلند و آلمان رایج بوده‌اند، جایی که آنها را به ترتیب (وَخ waag) و (وَ گِ waage) می‌نامند (که هر دو به معنای «ترازو») است و در لهستان (وَگَ میسکا waga miejska، «ترازوی شهر»، همین‌طور برای کراکوف و پوزنان). در خارج از این کشورها، توزین عمومی معمولاً در یک ساختمان ویژه انجام نمی‌شد، بلکه در تالار شهر، سالن‌های اصناف، دادگاه یا موارد مشابه قرار داشت.